# Ксеньєвка (Казахстан)
Ксе́ньєвка (каз. Ксеньев) — село у складі Узункольського району Костанайської області Казахстану. Входить до складу Кіровського сільського округу.
Населення — 99 осіб (2021; 139 у 2009, 303 у 1999, 366 у 1989).